# Fort Knox
Fort Knox est un camp militaire de la United States Army construit en 1918 et situé aux États-Unis dans le Kentucky, au sud de Louisville et au nord d'Elizabethtown. Depuis 1937, le gouvernement fédéral américain y entrepose la réserve d'or des États-Unis.
Cette base de 441 km2 couvre une partie des comtés de Bullitt, de Hardin, et de Meade (Hardin et Meade recensent pour Fort Knox 12 377 personnes en 2000 et 10 124 en 2010). Elle est actuellement occupée par l'Army Human Resources Center of Excellence, qui comprend l'Army Human Resources Command, l'United States Army Cadet Command et l'United States Army Accessions Command.
Pendant soixante ans, Fort Knox a hébergé l'U.S. Army Armor Center et l'U.S. Army Armor School (désormais transférée à Fort Benning en Géorgie), et a été utilisé par l'armée et le Corps des Marines pour entraîner les troupes à l'utilisation des chars M1 Abrams. L'histoire de la cavalerie et celle de la carrière du général George Patton sont le sujet principal du General George Patton Museum, situé dans Fort Knox.

## Histoire

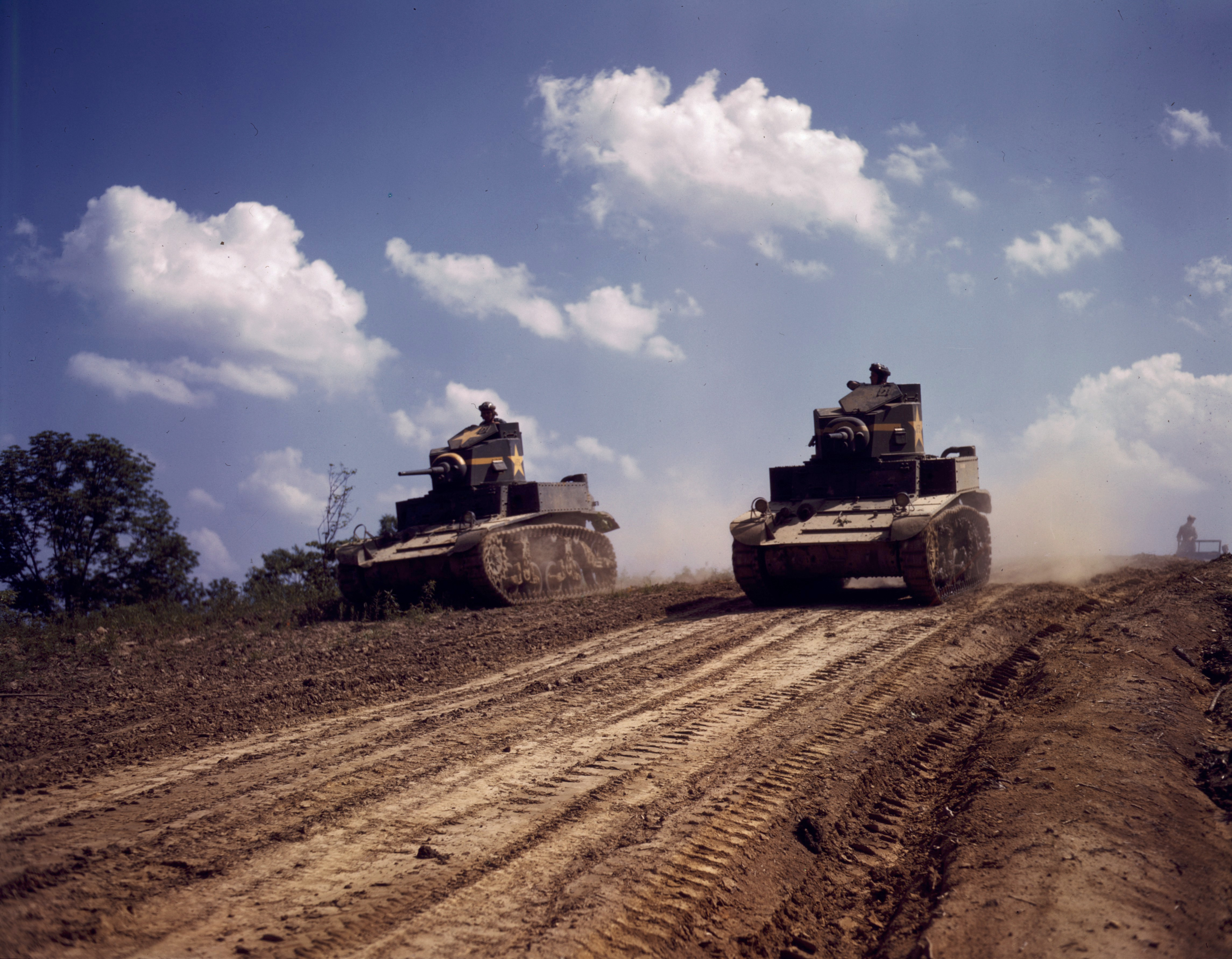
1942, formation à la technique du combat blindé à bord de chars M3 Stuart.

### Fortifications
Des fortifications sont construites près du site en 1861, durant la guerre de Sécession, alors que Fort Duffield est en construction. Fort Duffield est situé sur ce qui était connu comme la colline Muldraugh, un point stratégique surplombant la confluence des rivières Salt et Ohio, et le Louisville and Nashville Turnpike. La zone est disputée par les forces de l'Union et les Confédérés. Des bandes organisées pillent régulièrement cette zone durant la guerre, à l'exemple de John Hunt Morgan de la 2e de cavalerie du Kentucky pour l'armée confédérée, avant de lancer son fameux raid sur l'Indiana et l'Ohio connu comme le « raid de Morgan ».

### Post Sécession
Après la guerre, la zone désormais occupée par l'armée abrite de petites communautés variées. En octobre 1903, les manœuvres militaires de l'armée de régulation et des gardes nationaux de plusieurs États ont lieu à West Point et alentour. En avril 1918, l'artillerie de terrain du Camp Zachary Taylor arrive à West Point pour s'entraîner : un territoire de 81 km2 à proximité du village de Stithton est alors loué au gouvernement et la construction d'un centre d’entraînement permanent commence en juillet 1918.

### Nouveau camp
Le nouveau camp est nommé d'après Henry Knox, général pendant la guerre d'indépendance et premier secrétaire d'État à la Guerre. Le camp est agrandi par l'achat de 162 km2 de terrain supplémentaire en juin 1918 et la construction proprement dite commence en juillet. Le programme de construction est cependant réduit après la fin de la guerre, puis une nouvelle fois en 1921 à la suite du National Defense Act de 1920 (en). Le camp, fortement réduit, devient un centre d'entraînement semi-permanent pour le 5th Corps Area for Reserve Officer training, l'United States National Guard — la Garde nationale —, et abrite l'un des Citizens' Military Training Camps (« Camps d'entraînement militaire pour les citoyens »). Pendant une courte période, de 1925 à 1928, la zone est désignée comme « Forêt nationale du camp Henry Knox »,.

### Utilisation par l'Air Corps
Le camp comprend un aérodrome, le Godman Army Airfield, utilisé par l'United States Army Air Corps et son successeur, l'United States Army Air Forces, comme base d'entraînement durant la Deuxième Guerre mondiale. Il est également utilisé par la Kentucky Air National Guard pendant plusieurs années après la guerre avant que celle-ci ne soit transférée à Standiford Field à Louisville. L'aérodrome est toujours utilisé par l'United States Army Aviation Branch.

### Utilisation par l'armée mécanisée

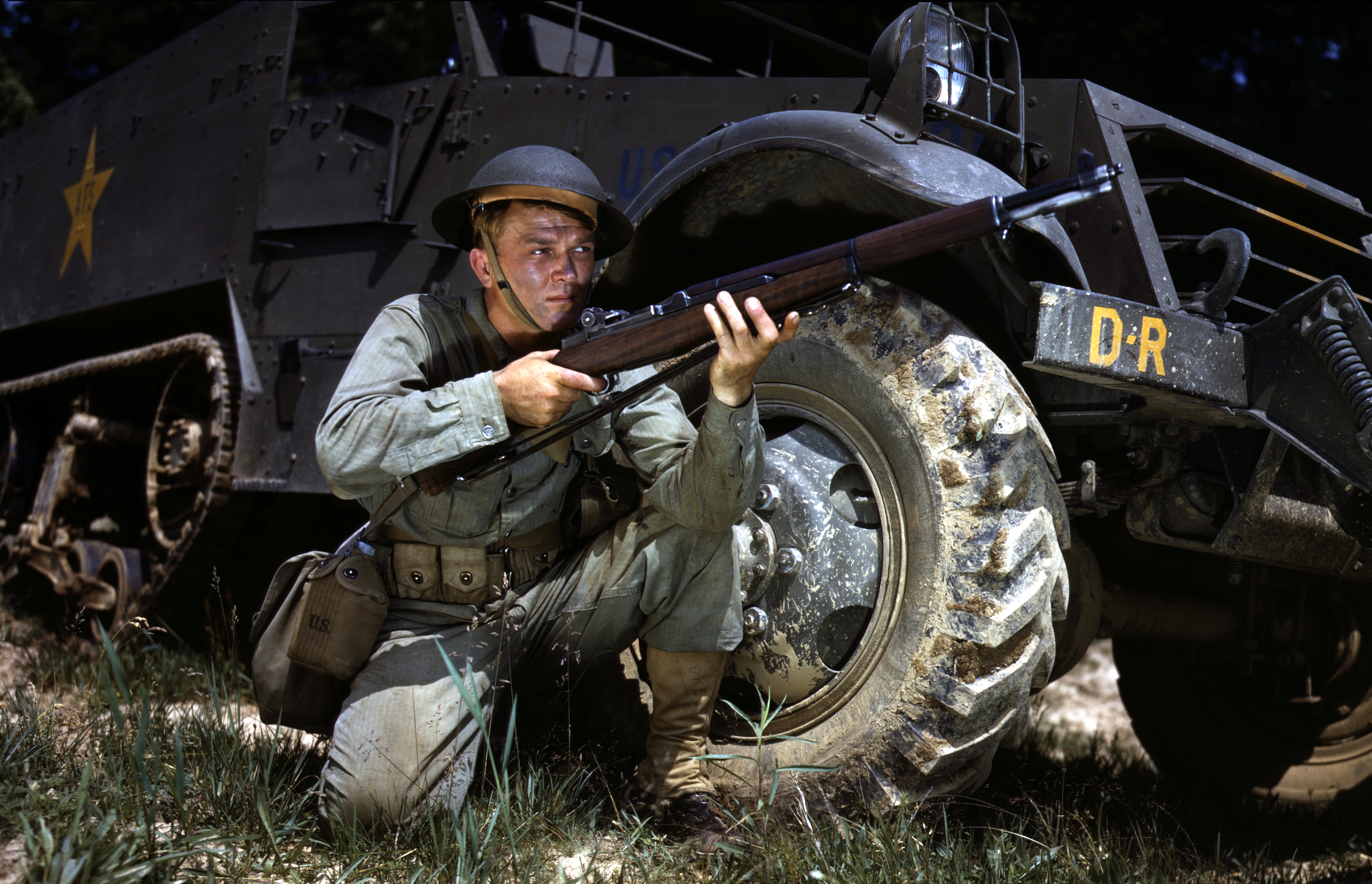
Un soldat agenouillé devant un half-track M3, tenant un fusil M1 Garand. Fort Knox, juin 1942.

En 1931, un petit contingent de la cavalerie mécanisée est assigné au camp Knox pour l'utiliser pour l'entraînement. Le camp devient une garnison permanente en janvier 1932 et est renommé Fort Knox. Le 1er régiment de cavalerie arrive plus tard dans le mois pour devenir le 1st Cavalry Regiment (Mechanized).
En 1936, le 1er est rejoint par le 13e pour devenir la 7e brigade de cavalerie (mécanisée). Le site devient le centre d'entraînement tactique des blindés et de mise en œuvre de la doctrine américaine en la matière. Le succès des unités mécanisées allemandes au début de la Seconde Guerre mondiale influence fortement les activités du camp. Une nouvelle force blindée est établie en juillet 1940 avec son quartier général à Fort Knox, la 7e brigade de cavalerie devenant la 1re division blindée. L'école des forces blindées et le centre de remplacement des forces blindées sont également stationnés à Fort Knox en octobre 1940, et leurs successeurs y restent jusqu'en 2010, quand l'école des forces blindées est déplacée à Fort Benning en Géorgie. Le site est agrandi : en 1943, il y a 3 820 bâtiments sur 432 km2. Un tiers de la base est démantelé au début du XXIe siècle, un autre tiers en 2010.

## Dépôt monétaire

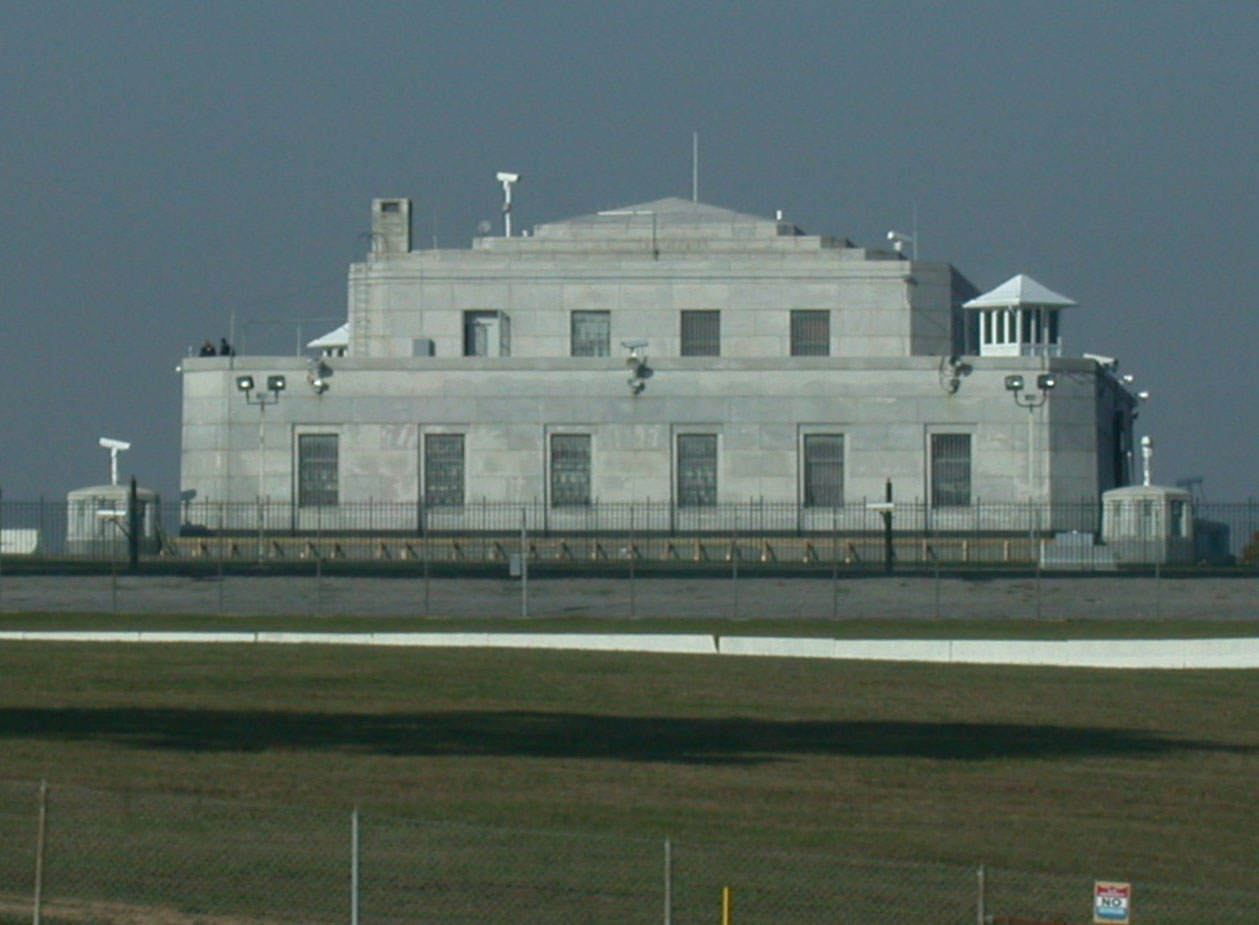
L'United States Bullion Depository.

Fort Knox est plus connu du public grâce à l'U.S. Gold Depository du département du Trésor, qui abrite la réserve d'or des États-Unis depuis 1937.
En 1933, le président Franklin D. Roosevelt émet l'Executive Order 6102 qui interdit la possession par les particuliers américains de pièces d'or, de lingots d'or (gold bullion) et de gold certificates, les forçant à les vendre à la réserve fédérale. La valeur de l'or détenue par la réserve fédérale passe de quatre milliards de dollars à douze milliards entre 1933 et 1937. Cela donne au gouvernement fédéral une importante réserve d'or mais il ne dispose d'aucun endroit adapté à son stockage. En 1936, le département du Trésor commence la construction du dépôt Bullion à Fort Knox, sur des terrains transférés de l'U.S. Army. Le Gold Vault (en français : « coffre d'or ») est terminé en décembre 1936 pour 560 000 dollars de l'époque (11 936 300 dollars de 2022). Il est situé sur Bullion boulevard à l'intersection de Gold Vault road. Le bâtiment est enregistré au Registre national des lieux historiques (Centre des monuments nationaux) en 1988, en raison de son importance dans l'histoire économique des États-Unis et de sa valeur emblématique.
Les premières livraisons d'or ont lieu de janvier à juillet 1937. La majorité des réserves d'or des États-Unis y sont transférées, y compris les vieux lingots et les nouveaux, coulés à partir des pièces d'or fondues. Quelques pièces intactes y sont stockées. Le transfert nécessite 500 wagons envoyés via courrier régulier, protégés par l'US Postal Inspection Service et des agents du département du Trésor.
Pendant la Seconde Guerre mondiale, le dépôt abrite les originaux de la Déclaration d'indépendance et de la Constitution. À la même époque il contient également, temporairement, les réserves de pays européens et des documents clés de l'histoire occidentale, comme la couronne de saint Étienne et une partie des joyaux du royaume de Hongrie, donnés aux soldats américains pour qu'ils ne tombent pas aux mains des Soviétiques. Une des quatre copies de la Magna Carta, envoyée pour être exposée à la Foire internationale de New York 1939-1940, y est conservée pendant la guerre, ainsi que trois exemplaires de la bible de Gutenberg, des discours du président Abraham Lincoln et dix Double Eagle de 1933.
Jusqu'à l'invention d'antidouleurs synthétiques, la production d'analgésiques dépendait de l'approvisionnement en opium. Pendant la Seconde Guerre mondiale et la guerre froide, un stock de morphine et d'opium est constitué à Fort Knox pour se prémunir contre une pénurie en cas d'impossibilité de se fournir aux sources d'opium pur,. En 1993, les réserves d'opium sont raffinées sous forme de sulfate de morphine et y sont toujours stockées.

### Construction et sécurité
Sous la structure de la forteresse repose le « coffre d'or », entouré de murs de granite et protégé par une porte anti-explosion fabriquée par la Mosler Safe Company et pesant 22 tonnes. Les agents affectés au dépôt doivent composer deux combinaisons séparément, connues d'eux seuls. Au-delà de la porte principale, de plus petits compartiments renforcent la protection.
Le complexe est entouré de clôtures et gardé par l'United States Mint Police. Les bâtiments du dépôt se situent de plus à l'intérieur du fort militaire de Fort Knox, ce qui leur offre la protection supplémentaire de l'armée. Le dépôt est protégé par de nombreux moyens passifs et offensifs : alarmes, vidéosurveillance, micros, champs de mines, fils barbelé, clôtures électrifiées, gardes lourdement armés, et l'armée stationnée dans le Fort, y compris les hélicoptères AH-64 Apache banalisés du 8e bataillon 229e régiment d'aviation basé au Godman Army Airfield, le 16th Cavalry Regiment, le 19th Engineer Battalion, les anciens bataillons d'entraînement de l'Army Armor School, et la 3rd Brigade Combat Team de la 1re division d'infanterie, totalisant 30 000 soldats, avec leurs chars, véhicules de transport de troupes blindés, hélicoptères d'attaque et l'artillerie.
Un tunnel de secours au niveau inférieur du coffre peut être utilisé par une personne accidentellement bloquée.
Pour des raisons de sécurité, aucun visiteur n'est autorisé à passer les grilles d'entrée. Cependant, cette règle a été renforcée depuis l'ouverture du dépôt, et les seules exceptions sont pour l'inspection par des membres du Congrès et des médias le 23 septembre 1974, accompagnés par la directrice de l'United States Mint, Mary Brooks et une autre inspection par le secrétaire au Trésor Steven Mnuchin, le gouverneur du Kentucky Matt Bevin et de membres du Congrès le 24 aout 2017.

## Fusillades
Le 11 octobre 1993, un employé de la base nommé Arthur Hill se lance dans une fusillade mortelle, tuant trois personnes et en blessant deux avant de tenter de se suicider, se blessant gravement. La fusillade a lieu au Training Support Center (centre d'entraînement). Avant l'incident, les collègues de Hill disaient avoir peur de travailler avec lui du fait de sa personnalité instable. Arthur Hill meurt le 21 octobre des suites de ses blessures,.
Le 3 avril 2013 vers 17 h 40, un employé civil est tué sur un des parkings de la base. La victime, employée par le Human Resources Command (ressources humaines) de l'U.S. Army, est transportée à l'hôpital de Fort Knox, l'Ireland Army Community Hospital, où elle est déclarée morte. Cette nouvelle fusillade cause un blocage complet de la base, levé vers 19 h le même jour,. Marquinta E. Jacobs, un soldat stationné à Fort Knox, est inculpé pour ces faits le lendemain.

## Fort Knox High School
Fort Knox est l'une des trois seules bases de l'armée possédant encore un lycée, les deux autres étant Fort Campbell (en) (Kentucky) et Fort Sam Houston (Texas). Le lycée, qui assure des cours du 9e au 12e grade (de 14 à 18 ans), a été construit en 1958 et n'a subi que quelques rénovations depuis ; un nouveau bâtiment a été construit en 2007.

## Autre Fort Knox
Il existe un autre Fort Knox dans le Comté de Waldo (Maine), construit en 1844-1869 et d'une superficie de 0,5 km2.